# Neobythites zonatus
Neobythites zonatus är en fiskart som beskrevs av Nielsen, 1997. Neobythites zonatus ingår i släktet Neobythites och familjen Ophidiidae. Inga underarter finns listade i Catalogue of Life.